# Петилия Поликастро
Петѝлия Полика̀стро (на италиански: Petilia Policastro, на местен диалект Pulicàstru, Пуликастру) е град и община в Южна Италия, провинция Кротоне, регион Калабрия. Разположен е на 436 m надморска височина. Населението на общината е 9276 души (към 2012 г.).